# 네비스섬

네비스 섬의 기

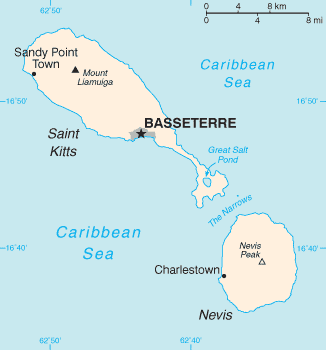
세인트키츠 네비스

네비스섬(Nevis)은 카리브해 소앤틸리스 제도에 있는 섬이다. 세인트키츠섬과 함께 세인트키츠 네비스 연방을 구성하는 섬이다. 중심지는 찰스타운이다.